# Leslie Odom Jr.
Leslie Odom Jr. (New York, 6 agosto 1981) è un attore, cantante e ballerino statunitense.
È principalmente noto per aver interpretato Aaron Burr nel musical di Broadway Hamilton, per cui ha vinto il Tony Award al miglior attore protagonista in un musical, e Sam Cooke nel film Quella notte a Miami..., per cui ha ricevuto due candidature al premio Oscar nel 2021.

## Biografia
Odom è nato nel Queens, a New York. Suo padre Leslie Lloyd Odom lavorava nelle vendite. Uno dei suoi bisnonni materni era del Sudafrica, e un trisnonno materno era di Bridgetown, Barbados. La famiglia di Odom si è trasferita ad East Oak Lane, Filadelfia, dove è cresciuto. Ha frequentato la Philadelphia High School for Creative and Performing Arts. Si è laureato all'Università Carnegie Mellon di Pittsburgh, Pennsylvania, per poi trasferirsi a Los Angeles nell'estate del 2003. 
Nel 1998, a diciassette anni, Leslie Odom Jr. ha debuttato a Broadway nel musical di Jonathan Larson Rent. Ha trascorso gran parte del suo tempo a Los Angeles facendo teatro, incluso nel 2010 Leap of Faith. Lo spettacolo si è trasferito a Broadway nel 2012 ed è andato in scena al Saint James Theatre. Per il ruolo di Isaiah Sturdevant, è stato candidato al Drama League Award. Dopo aver recitato Off-Broadway in Venice ed in Witness Uganda (successivamente ribattezzato Invisible Thread), Odom ha lavorato con Lin-Manuel Miranda in Tick, Tick... Boom! nel 2014, nel ruolo di Michael.
Odom è stato candidato per il Drama Desk Award al miglior attore non protagonista in un musical per il ruolo di Aaron Burr nella produzione off-Broadway di Hamilton al The Public Theatre, iniziata a febbraio 2015. Ha continuato nello stesso ruolo al Richard Rodgers Theatre dopo che lo spettacolo si è trasferito a Broadway nello stesso anno. Ha anche vinto un Grammy Award nel 2016 per l'album del cast e un Tony Award come miglior attore protagonista in un musical.
Nel 2017 ha interpretato il dottor Arbuthnot nell'adattamento di Kenneth Branagh di Assassinio sull'Orient Express. Branagh riunisce un cast stellare che comprende i premi Oscar Penélope Cruz, Judi Dench, Olivia Colman, insieme a Derek Jacobi, Johnny Depp, Michelle Pfeiffer, Josh Gad, Sergej Polunin e Daisy Ridley. Ha anche interpretato il ruolo di William Still nel film Harriet del 2019, sull'abolizionista Harriet Tubman. Nel 2019, Odom ha recitato in Only - Minaccia letale, una storia d'amore post-apocalittica insieme a Freida Pinto.
Nel 2020 è stato scelto per il ruolo del cantante soul Sam Cooke nell'adattamento cinematografico diretto da Regina King di Quella notte a Miami..., uscito nelle sale e su Amazon Prime il 15 gennaio 2021. Odom ha ricevuto recensioni positive dalla critica per il suo interpretazione di Cooke e ha ottenuto candidature all'Oscar, al Golden Globe e al SAG Award. Odom ha eseguito "Speak Now" durante la cerimonia. Nello stesso anno interpreta anche Ebo nel film Music. Nel maggio 2021 Odom è stato scelto per Glass Onion: Knives Out, il sequel di Cena con delitto - Knives Out di Rian Johnson, con Daniel Craig nel ruolo di Benoit Blanc.

## Vita privata
Nel dicembre del 2012 ha sposato l'attrice Nicolette Kloe Robinson, da cui ha avuto due figli.

## Filmografia

### Cinema
- Red Tails, regia di Anthony Hemingway (2012)
- Assassinio sull'Orient Express (Murder on the Orient Express), regia di Kenneth Branagh (2017)
- Harriet, regia di Kasi Lemmons (2019)
- Only - Minaccia letale (Only), regia di Takashi Doscher (2019)
- Hamilton, regia di Thomas Kail (2020)
- Quella notte a Miami... (One Night in Miami...), regia di Regina King (2020)
- Music, regia di Sia (2021)
- I molti santi del New Jersey (The Many Saints of Newark), regia di Alan Taylor (2021)
- Glass Onion: Knives Out (Glass Onion: A Knives Out Mystery), regia di Rian Johnson (2022)
- L'esorcista - Il credente (The Exorcist: Believer), regia di David Gordon Green (2023)

### Televisione
- CSI: Miami – serie TV, 9 episodi (2003-2006)
- Threshold – serie TV, episodio 1x10 (2006)
- Una mamma per amica (Gilmore Girls) – serie TV, episodio 6x16 (2006)
- Vanished – serie TV, 10 episodi (2006)
- Big Day – serie TV, 9 episodi (2006-2007)
- Close to Home - Giustizia ad ogni costo (Close to Home) – serie TV, episodio 2x11 (2006)
- The Bill Engvall Show – serie TV, episodi 1x01-1x05 (2007)
- Grey's Anatomy – serie TV, episodio 5x05 (2008)
- NCIS: Los Angeles – serie TV, episodio 2x13 (2011)
- Zeke e Luther (Zeke & Luther) – serie TV, episodio 3x09 (2011)
- Supernatural – serie TV, episodio 7x08 (2011)
- Smash – serie TV, 23 episodi (2012-2013)
- House of Lies – serie TV, episodi 1x08-1x09 (2012)
- Person of Interest – serie TV, 8 episodi (2013-2014)
- Law & Order - Unità vittime speciali (Law & Order: Special Victims Unit) – serie TV, 7 episodi (2013-2015)
- Gotham – serie TV, episodio 1x09 (2014)
- The Good Wife – serie TV, episodio 7x12 (2016)
- One Dollar – serie TV, 4 episodi (2018)
- L'amore ai tempi del corona (Love in the Time of Corona) – miniserie TV, 4 episodi (2020)
- Abbott Elementary – serie TV, episodi 2x07-2x19 (2022)

## Teatro
- Rent - Nederlander Theatre di Broadway (1998)
- Dreamgirls - Lyric Theatre di Broadway (concerto, 2001)
- Jersey Boys - La Jolla Playhouse di La Jolla (2004)
- Once on This Island - LA Reprise! di Los Angeles (2008)
- Leap of Faith - St. James Theatre di Broadway (2012)
- tick, tick...BOOM! - New York City Center di New York (2014)
- Hamilton - Public Theater dell'Off Broadway, Richard Rodgers Theatre di Broadway (2015-2016)
- Purlie Victorious - Music Box Theatre di Broadway (2023)

## Discografia

### Album
- 2014 - Leslie Odom Jr.
- 2016 - Simply Christmas
- 2019 - Mr
- 2020 - The Christmas Album

### Cast recording
- 2012 - Leap of Faith
- 2014 - Venice
- 2015 - Hamilton

## Riconoscimenti
- Premio Oscar
  - 2021 – Candidatura al miglior attore non protagonista per Quella notte a Miami...[1]
  - 2021 – Candidatura alla migliore canzone originale per "Speak Now"
- Golden Globe
  - 2021 – Candidatura al miglior attore non protagonista per Quella notte a Miami...
  - 2021 – Candidatura alla migliore canzone originale per "Speak Now"
- Tony Award
  - 2016 – Miglior attore protagonista in un musical per Hamilton[7]
  - 2024 – Candidatura per il miglior attore protagonista in un'opera teatrale per Purlie Victorious
- Screen Actors Guild Award
  - 2021 – Candidatura per il miglior attore non protagonista cinematografico per Quella notte a Miami...
  - 2021 – Candidatura per il miglior cast cinematografico per Quella notte a Miami...
- Drama League Award
  - 2012 – Candidatura alla miglior performance per Leap of Faith
  - 2024 – Candidatura per la miglior performance per Purlie Victorious
- Drama Desk Award
  - 2015 – Candidatura al miglior attore in un musical per Hamilton
- Grammy Award
  - 2016 – Miglior album di un musical teatrale per Hamilton
- Premio Emmy
  - 2020 – Candidatura per il miglior doppiatore per Central Park
  - 2021 – Candidatura per il miglior attore in una miniserie o film per la televisione per Hamilton
- Lucille Lortel Award
  - 2015 – Candidatura per il miglior attore in un musical per Hamilton
- Teen Choice Awards
  - 2018 – Candidatura per il miglior attore in un film drammatico per Assassinio sull'Orient Express

## Doppiatori italiani
Nelle versioni in italiano delle opere in cui ha recitato, Leslie Odom Jr. è stato doppiato da:
- Massimo Bitossi in Assassinio sull'Orient Express, Only - Minaccia letale, L'esorcista - Il credente
- Simone Crisari in Supernatural, Glass Onion: Knives Out
- Riccardo Scarafoni in Law & Order - Unità vittime speciali, Music
- Marco Baroni in CSI: Miami
- Alessandro Quarta in CSI: Miami (ep. 3x01)
- Gianluca Crisafi in Vanished
- Daniele Raffaeli in Grey's Anatomy
- Dimitri Winter in NCIS: Los Angeles
- Emiliano Coltorti in Smash
- Andrea Lavagnino in Person of Interest
- Riccardo Rossi in Harriet
- Gabriele Sabatini in Quella notte a Miami...
- Andrea Mete ne I molti santi del New Jersey

Da doppiatore, è stato sostituito da:
- Marco Vivio ne La famiglia Proud: più forte e orgogliosa